# たま (アルバム)
「たま」は、 たまの7枚目のオリジナル・アルバム。

## 解説
パイオニアLDC移籍後、初のオリジナル・アルバム。キーボードの柳原幼一郎脱退後初のアルバム。
またメジャー・レーベルから発売されたアルバムは5thアルバム『ろけっと』（東芝EMI）以来3年ぶり。
なお、このタイトルの由来については、柳原脱退後ということもあり「3人でもやるぞ!」という気持ちを込めた、と石川浩司が後のパイオニア（後のジェネオン、現・NBCユニバーサル・エンターテイメントジャパン）時代のベスト盤である『Best Selection』のライナーノーツにて語っている。

## 収録曲
1. あるぴの
（作詞・作曲：知久寿焼）
先行シングル「あっけにとられた時のうた」のカップリング。曲中に、2つの言葉が重なる部分がある。
2. デキソコナイの行進
（作詞・作曲：石川浩司）
石川の著書「『たま』という船に乗っていた」では、この曲の歌詞があとがきとして掲載されている。
3. レインコート
（作詞・作曲:滝本晃司）
4. あんてな
（作詞・作曲：知久寿焼）
5. ねむれないさめ
（作詞・作曲：知久寿焼）
6. 青い靴
（作詞・作曲：石川浩司）
石川と知久のツインボーカル曲で、ほぼすべてのパートが二人のユニゾンで構成されている。重苦しい曲調のスローバラードで、歌詞は死後の世界をテーマにしている。
7. 終わりのない顔
（作詞・作曲：滝本晃司）
8. 全裸でゴ・ゴ・ゴー
（作詞・作曲：石川浩司）
　サラリーマン生活や世間に疲れた「僕」が、祭りをきっかけにストリーキングをするという歌詞が特徴的。
9. 風と石と僕
（作詞・作曲：知久寿焼）
歌詞カードでは、この曲の歌詞のみ特異な書き方になっている。なお、滝本と石川が麻雀牌をかき混ぜる音を出している。後のパイオニア(現NBCユニバーサル)時代のベスト盤『Best selection』未収録曲。
10. なぞのなぞりの旅
（作詞・作曲：滝本晃司）
11. あっけにとられた時のうた
（作詞：さくらももこ・作曲：知久寿焼）
本作の先行シングル。フジテレビ系列放送アニメ『ちびまる子ちゃん』エンディングテーマ。作詞は原作者であるさくらももこが手掛けた。なお、この曲は本作においてはボーナス・トラックである。本作の中にこの曲を入れることも検討されたが、収まりが悪く、ボーナス・トラックという扱いとなった。